# جولين بايكر
جولين روز بايكر (Julien Rose Baker) من مواليد 26 سبتمبر 1995. هي مغنية وعازفة غيتار أمريكية.

## روابط خارجية
- جولين بايكر على موقع IMDb (الإنجليزية)
- جولين بايكر على موقع ميتاكريتيك (الإنجليزية)
- جولين بايكر على موقع روتن توميتوز (الإنجليزية)
- جولين بايكر على موقع ميوزك برينز (الإنجليزية)
- جولين بايكر على موقع رولينغ ستون (الإنجليزية)
- جولين بايكر على موقع أول ميوزيك (الإنجليزية)
- جولين بايكر على موقع ديسكوغز (الإنجليزية)
- جولين بايكر على موقع قاعدة بيانات الفيلم (الإنجليزية)
- جولين بايكر على موقع ليتربوكسد (الإنجليزية)
- جولين بايكر على موقع كينوبويسك (الروسية)